# 박현정 (1973년)
박현정(1973년 9월 25일 ~ )은 대한민국의 배우이다. 스타페이지엔터테인먼트컴퍼니 소속이었다가, 2022년 8월 2일부터 FNC 엔터테인먼트로 소속사를 이적했다.
1995년 3월 KBS 슈퍼 탤런트로 데뷔했다.

## 출연작

### 드라마

#### KBS
- 《사랑 그리고 이별》 (KBS 2TV, 1993년)
- 《사랑이 꽃피는 교실》 (KBS 1TV, 1994년)
- 《파파》 (KBS 2TV, 1996년)
- 《슈팅》 (KBS 2TV, 1996년) - 주단비 역
- 《폭풍속으로》 (KBS 2TV, 1997년)
- 《열애》 (KBS 2TV, 1997년) - 백송화 역
- 《결혼 7년》 (KBS 2TV, 1997년)
- 《스타》 (KBS 2TV, 1997년)
- 《모정의 강》 (KBS 2TV, 1997년)
- 《그대 나를 부를 때》 (KBS 2TV, 1998년)
- 《너와 나의 노래》 (KBS 1TV, 1998년)
- 《킬리만자로의 표범》 (KBS 2TV, 1998년)
- 《바람처럼 파도처럼》 (KBS 2TV, 1998년)
- 《종이학》 (KBS 2TV, 1998년)
- 《내사랑 내곁에》 (KBS 1TV, 1998년)
- 《당신》 (KBS 1TV, 1999년)
- 《좋은걸 어떡해》 (KBS 1TV, 2000년)
- 《아버지처럼 살기 싫었어》 (KBS 2TV, 2001년)
- 《명성황후》 (KBS 2TV, 2001년)
- 《드라마시티 - 주택 개보수 작업일지》 (KBS 2TV, 2005년)
- 《부부클리닉 사랑과 전쟁 - 동서의 질투》  (KBS 2TV, 2006년 5월 19일)
- 《내 사랑 금지옥엽》 (KBS 2TV, 2008년) - 백화점 점원 역
- 《고마워 웃게해줘서》 (KBS 1TV, 2010년)
- 《KBS 드라마 스페셜 - 모퉁이》 (KBS 2TV, 2012년) - 유자영 역
- 《KBS 드라마 스페셜 - 그 여름의 끝》 (KBS 2TV, 2014년) - 김은형 역
- 《꽃 피어라 달순아!》 (KBS 2TV, 2017년) - 송연화 역
- 《KBS 드라마 스페셜 - 엄마의 세 번째 결혼》 (KBS 2TV, 2018년) - 의사 역
- 《하나뿐인 내편》 (KBS 2TV, 2018년) - 수일의 처 역
- 《기막힌 유산》 (KBS 1TV, 2020년) - 강선희 역
- 《비밀의 남자》 (KBS 2TV, 2020년) - 미아 정 역
- 《신사와 아가씨》(KBS 2TV, 2021년) - 보육원 원장 역 (특별출연)
- 《혼례대첩》(KBS 2TV, 2023년) - 숙의 박씨 역
- 《독수리 5형제를 부탁해!》(KBS 2TV, 2025년) - 김자영 역

#### KBS 외 방송사
- 《히어로는 아닙니다만》 (JTBC, 2024년) - 신 여사 역 (특별출연)
- 《구미호뎐 1938》 (tvN, 2023년) - 세이코 역
- 《결혼작사 이혼작곡 3》(TV조선, 2022년) - 박창희 역
- 《결혼작사 이혼작곡 2》(TV조선, 2021년) - 박창희 역
- 《여신강림》 (tvN, 2021년) - 이미향 역
- 《어쩌다 발견한 하루》 (MBC, 2019년) - 은단오의 모 역
- 《나인룸》 (tvN, 2018년) - 김혜선 역
- 《뷰티 인사이드》 (JTBC, 2018년) - 민준 엄마 역
- 《서른이지만 열일곱입니다》 (SBS, 2018년)
- 《마더》 (tvN, 2018년)
- 《그 여자가 무서워》 (SBS, 2007년) - 양 회장 아내 역

### 영화
- 《그 노래》 (2023년) - 현숙 역
- 《엄마》 (2015년) - 젊은 엄마 역
- 《꿍따리 유랑단》 (2011년, 다큐멘터리) - 특별출연
- 《내 사랑》 (2007년) - 지은 역

### 연극
- 《여보, 나도 할 말 있어》

## 저서
- 《엄마, 배우, 현정》 (에세이, 2021년)

## 가족 관계
- 전 배우자 : 양원경 (1968년 2월 13일 ~ ) - 1998년 결혼, 2011년 이혼
  - 장녀 : 양수인 (2000년 ~ )
  - 차녀 : 양세정 (2003년 ~ )